# Wyche Fowler
Pour les articles homonymes, voir Fowler.
William Wyche Fowler Jr. dit Wyche Fowler est un homme politique américain né le 6 octobre 1940 à Atlanta. Membre du Parti démocrate, il est notamment représentant (1977-1987) puis sénateur (1987-1993) pour la Géorgie au Congrès des États-Unis.

## Biographie

### Jeunesse et débuts en politique
Wyche Fowler naît à Atlanta. Après son diplôme du Davidson College en 1962, il sert pendant deux ans dans le renseignement de l'armée de terre américaine. Il reprend ensuite ses études à la faculté de droit d'Emory, où il obtient son diplôme en 1969. Il exercice la profession d'avocat jusqu'en 1977.
Fowler fait ses premiers pas en politique en devenant collaborateur du représentant Charles Weltner (en), dont il est directeur de cabinet de 1965 à 1966. Il est élu au conseil municipal d'Atlanta en 1970 face à un conseiller sortant. En 1972, il échoue à entrer à la Chambre des représentants des États-Unis, largement battu par Andrew Young. Deux ans plus tard, il est désigné président du conseil municipal d'Atlanta, face à Hosea Williams.

### Au Congrès des États-Unis
En 1977, Wyche Fowler est élu à la Chambre des représentants des États-Unis en remportant l'élection partielle provoquée par la démission d'Andrew Young, face à un autre démocrate, le militant des droits civiques John Lewis. Après redécoupage des circonscriptions, son 5e district autour d'Atlanta devient majoritairement afro-américain. Il est réélu à quatre reprises. Durant son mandat, il est considéré comme l'un des démocrates les plus libéraux du Sud des États-Unis.
En 1986, Wyche Fowler se présente au Sénat des États-Unis. Il remporte la primaire démocrate dès le premier tour, devançant notamment l'ancien chef de cabinet de la Maison-Blanche de Jimmy Carter, Hamilton Jordan,. Lors de l'élection générale, il affronte le républicain sortant Mack Mattingly, élu lors de la vague républicaine accompagnant l'élection de Ronald Reagan en 1980. À un mois des élections, Fowler est largement distancé par Mattingly dans les sondages. Durant la campagne, le démocrate se montre modéré et attaque Mattingly, qu'il considère comme un « républicain de country club » déconnecté de la Géorgie rurale. L'écart entre les deux hommes se réduit au cours du mois d'octobre, même si Mattingly reste favori. Fowler est finalement élu sénateur de justesse, avec 22 460 voix d'avance.
Il est candidat à un second mandat lors des élections de 1992 et affronte le républicain Paul Coverdell, ancien directeur des Corps de la paix sous George H. W. Bush, qui fait diffuser de nombreuses publicités le critiquant pour ses positions en faveur de hausses d'impôts et contre la guerre du Golfe. Début novembre, alors que Bill Clinton remporte de justesse la Géorgie, Fowler arrive en tête de l'élection sénatoriale sans atteindre les 50 % des suffrages nécessaires (avec 49 % des voix, contre 48 % pour Coverdell et 3 % pour un candidat libertarien). Quelques semaines plus tard, malgré le soutien de Clinton, il est battu au second tour par Coverdell qui rassemble 51 % des suffrages. La participation passe de 72 % au premier tour à 38 % au second.

### Après le Congrès
En 1993, il représente le Sénat à la Commission électorale fédérale. Il démissionne de son poste la même année, pour redevenir avocat. En 1995, il siège à la commission sur le rôle et les capacités du renseignement américain.
Il est nommé ambassadeur en Arabie saoudite par Bill Clinton en 1996 et le demeure jusqu'en 2001.